# Lou Gerstner
Pour les articles homonymes, voir Gerstner.
Lou Gerstner, né le 1er mars 1942 à Mineola (New York), est l'ancien président d'IBM où il inventa le terme e-business.
Le terme est maintenant très couramment utilisé par les internautes.
Gerstner est fait chevalier commandeur de l'ordre de l'Empire britannique (KBE) à titre honoraire par la reine Élisabeth II en juin 2001, sur la recommandation de Tony Blair.
C'est aussi un ancien membre du comité directeur du groupe Bilderberg.

## Biographie
Gerstner achève sa licence de sciences de l'ingénieur au Dartmouth College en 1963. Il s'inscrit ensuite à la Harvard Business School, où il obtient un MBA en 1965.

### Chef de département d'American Express
Il est recruté par American Express en 1978 comme directeur des Assurances de voyage. Sans cesse en quête de nouveaux clients pour la carte de crédit, il propose des formules promotionnelles aux étudiants, aux médecins (cartes de prestige « Gold » et « Platinum ») et aux femmes ; aux PME, il suggère que ce moyen de paiement leur permettra de mieux suivre leurs dépenses courantes. Dès 1985, sa division se distingue au sein du groupe par son dynamisme financier, et Gerstner est promu président et directeur exécutif d'AmEx Travel Services en 1982. Poursuivant sa politique de fidélisation des clients (avec le leit-motiv membership has its privileges), sa division Assurance voyage, déjà la plus rentable du groupe, devient le principal donneur d'ordre des services financiers ; mais Gerstner voit sa promotion bloquée par le maintien de James D. Robinson III comme PDG, et après 11 années chez American Express, dont la clientèle est passée de 8.6 millions à 30.7 millions, il prend en 1989 la succession de Ross Johnson comme PDG de RJR Nabisco, tout juste rachetée par Kohlberg Kravis Roberts pour 25 milliards de dollars.

### PDG d'IBM
Gerstner se voit proposer le poste de Président-Directeur général d'IBM au mois d'avril 1993 ; son prédécesseur, John Akers, rendu responsable de la perte du marché des PC, venait d'être poussé dehors par les investisseurs et John Sculley, d'Apple, George Fisher, le PDG de Motorola ou Bill Gates, de Microsoft , avaient refusé de reprendre la direction. Gerstner, dont le frère avait dirigé la division PC d'IBM jusqu'en 1988 avant de démissionner, était un outsider pour le monde de l'informatique, mais son bilan laissait entrevoir un homme d'affaires avisé,.
Dès son arrivée, Gerstner déclara: « La dernière chose dont IBM a besoin en ce moment, c'est d'une vision ». Il exprimait par là l'impérieuse nécessité d'accélérer plutôt les processus de décision et de simplifier l'organigramme ; en un mot : de supprimer les goulots d'étranglement. Mais si beaucoup s'attendaient à voir les têtes tomber, Gerstner ne remplaça que le directeur exécutif, le directeur des ressources humaines et trois autres cadres de direction,.
Dans son autobiographie, Gerstner brosse le tableau d'IBM à sa prise de fonctions : il semblait alors à la direction que l'offre commerciale du groupe était inadaptée aux nouvelles échelles de production, et qu'il fallait faire des différentes divisions (microprocesseurs, périphériques de stockage, imprimantes, logiciels et services au client) autant de sociétés indépendantes — les Baby Blues, pour faire pièce à des concurrents plus adaptables et plus spécialisés ; mais Gerstner bouleversa ce programme : l'expérience qu'il avait acquise chez RJR et American Express lui disait que le monde de l'entreprise recherchait désespérément un opérateur capable d'intégrer toutes les dimensions de l'informatique (matériel, logiciel, serveurs, télématique, sécurité, organisation) à ses besoins, et c'était là ce qu'IBM était le plus à même de faire. La décision ne pas démembrer le groupe aura été la part essentielle prise par Gerstner au cours de son mandat, en faisant d'IBM le premier prestataire de solutions intégrées aux entreprises. Initialement, ces services étaient une simple option proposée aux sociétés déjà équipées de matériel IBM ; mais bientôt, il apparut que la location de service dégageait des bénéfices bien plus importants et surtout moins éphémères que la distribution de composants matériels et des périphériques.
Gerstner fit ainsi dès 1993 de ce e-business le cœur de l'offre commerciale d'IBM. Le réseau internet, par delà la simple mise en ligne de catalogues, pourrait en effet révolutionner le commerce interentreprises (B2B), pour peu que l'on intègre l'internet à tous les niveaux de la vente : ainsi les clients pourraient passer leurs commandes en ligne et consulter des vitrines virtuelles, sans intermédiaires à rémunérer ; cela ouvrirait la voie à des bases de données payantes, à l'écoute de musique et de films depuis n'importe où grâce à de simples PC, etc. C'est ainsi que Gerstner fit du e-business (terme créé en 1996) la nouvelle stratégie d'IBM, qui devint en l'espace de six ans le leader des services à la vente en ligne, bouleversant notamment le marché des biens culturels.